# Chalcides manueli
Espèce
Synonymes
- Chalcides ocellatus manueli Hediger, 1935

Statut de conservation UICN

 VU B1ab(iii) : Vulnérable
Chalcides manueli est une espèce de sauriens de la famille des Scincidae.

## Répartition
Cette espèce est endémique de l'Ouest du Maroc.

## Étymologie
Cette espèce est nommée en l'honneur d'Albert Manuel qui a aidé Hediger à préparer son expédition dans le sud du Maroc.

## Publication originale
- Hediger, 1935 : Herpetologische Beobachtungen in Marokko. Verhandlungen der Naturforschenden Gesellschaft in Basel, vol. 46, p. 1-49.